# Weense trams in Nederland

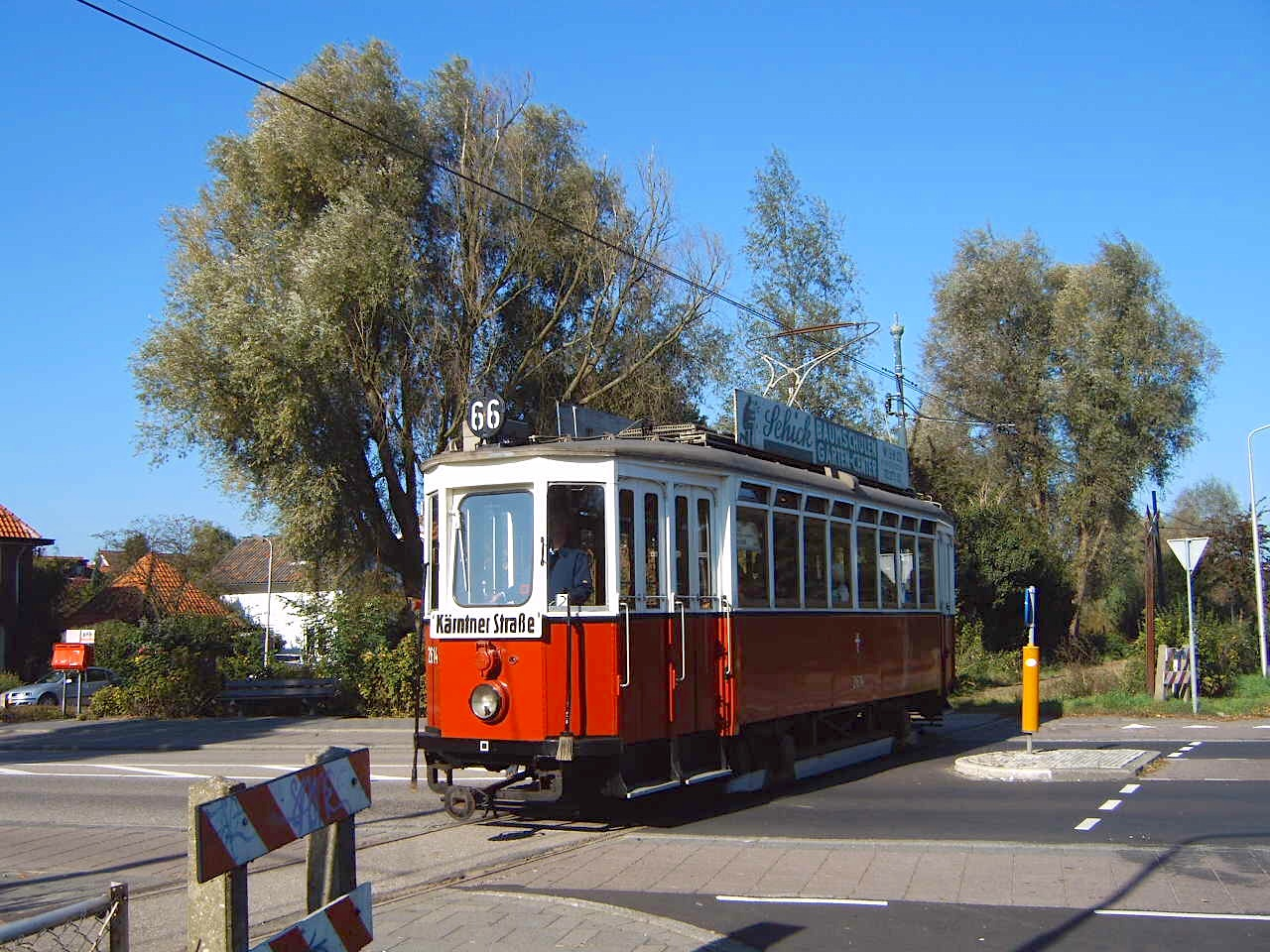
Weense motorwagen 2614 bij de Electrische Museumtramlijn Amsterdam in Amstelveen.

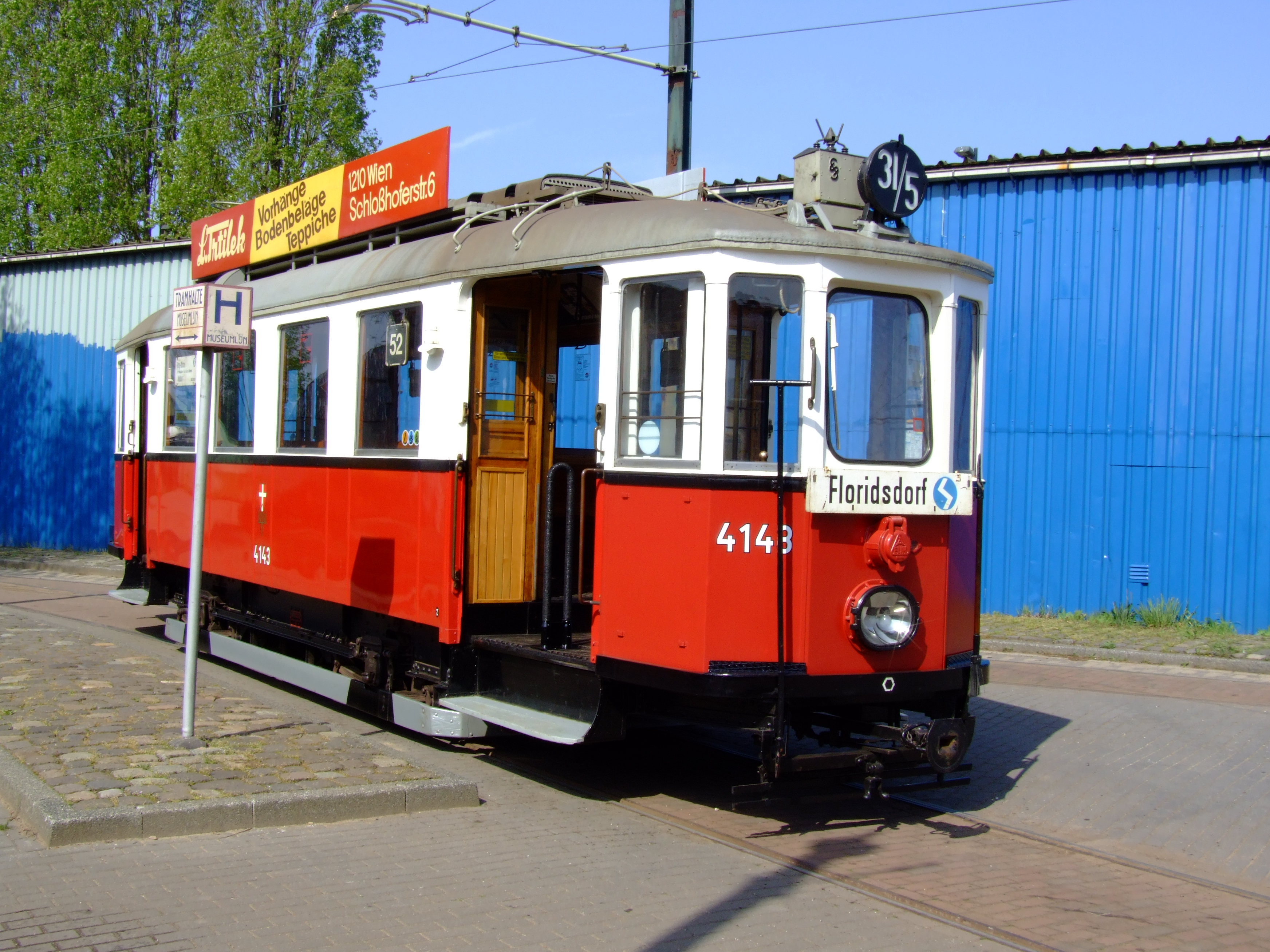
Weense motorwagen 4143 bij de Remise Karperweg.

Sinds 1978 zijn er diverse Weense trams naar Nederland gekomen, zowel als museumtram als materieel voor de normale tramdienst. De Weense trams hebben hun oorspronkelijke rood/witte kleurencombinatie behouden, zodat zij een opvallende verschijning zijn of waren tussen het al aanwezige materieel.

## Amsterdam
De Electrische Museumtramlijn Amsterdam verwierf sinds 1978 diverse motorwagens, bijwagens en werkwagens voor de dienst op de Museumtramlijn (tussen 1979 en 2022). In 1978 kwamen de 6312 (2614), 4143 en 5312 als eerste naar Amsterdam. Tot 2023 waren de volgende trams in Amsterdam aanwezig: 110, 1810, 1628, 2614, 4143, 5290 en de werkwagens: 6011, 7053, 7064.
De sinds 1984 in Amsterdam verblijvende Weense motorwagen 4037 werd in 2003 door de EMA overgedragen aan het Hannovers Trammuseum. Bijwagen WVB 5312 is in maart 2008 teruggekeerd naar Wenen.
In mei 2023 vertrok het tramstel 110 + 1810 naar het Hannovers Trammuseum, in oktober 2023 gingen de 1628, 2614, 4143 en 5290 naar een trammuseum in de Tsjechische stad Ostrava. Alleen de werkwagens 6011, 7053 en 7064 bleven in Amsterdam.
Voorts waren er ook een viertal trams van de Wiener Lokalbahnen (WLB) tussen 1987 en 2010 aanwezig bij de Museumtramlijn. Dit betrof de motorwagens 28 en 33 en de bijwagens 42 en 55. Bijwagen 42 ging in 1989 naar het Spoorwegmuseum te Utrecht. Motorwagen 33 en bijwagen 55 werden gesloopt. Motorwagen WLB 28 werd als laatste in februari 2010 afgevoerd en verscheen in 2011 in verbouwde toestand als café 'De Amsterdamsche Tram' op het Carrascoplein bij Station Amsterdam Sloterdijk. In 2017 verhuisde deze naar een camping te Andijk.

## Rotterdam
In 2002 en 2003 reden er bij de RET in Rotterdam-Zuid enige tijd uit Wenen overgenomen enkelgelede trams van het type E1 op tramlijn 2. Zij droegen in Rotterdam de nummers 651-660. Na slechts een jaar dienstgedaan te hebben zijn zij vervolgens naar Craiova in Roemenië vertrokken.

## Utrecht

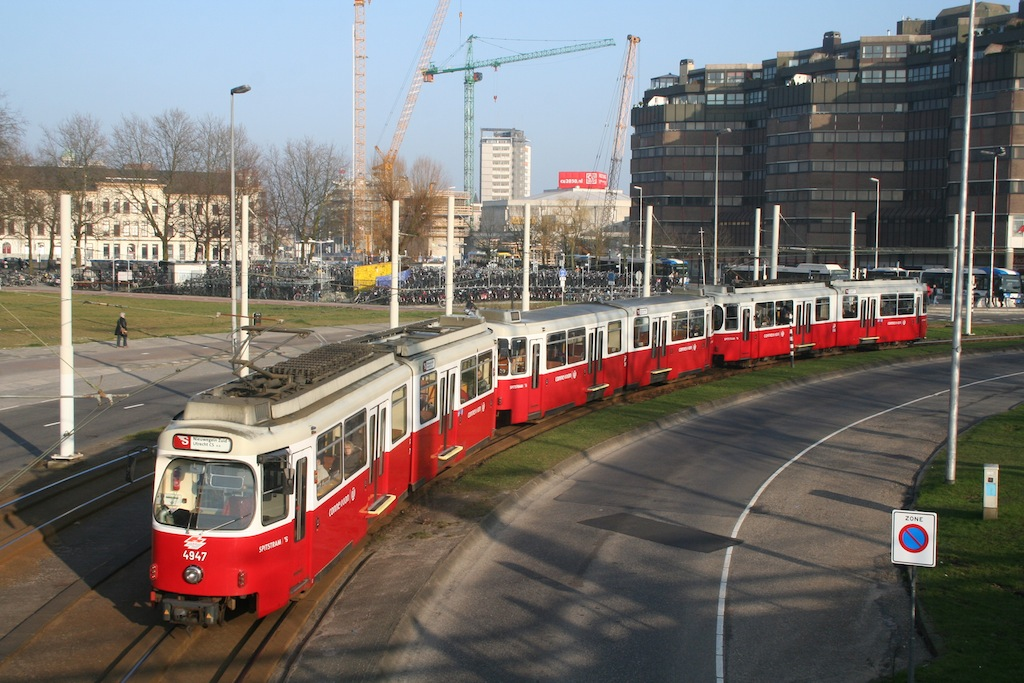
Weens driewagenstel van de Sneltram Utrecht. Smakkelaarsveld te Utrecht; 3 maart 2011. Foto: Erik Swierstra.

Om de periode tot algehele vervanging van het bestaande wagenpark over enkele jaren te kunnen overbruggen en omdat er (nog) groei was van het reizigersvervoer en het aantal beschikbare Zwitserse trams, mede wegens renovatiewerkzaamheden, vanaf 2011 niet voldoende werd geacht werden van het Weense trambedrijf 25 tweerichting enkelgelede trams overgenomen. Dit betrof 15 enkelgelede motorwagens en 10 enkelgelede bijwagens van het type E6 / e6, die voorheen dienst hebben gedaan op de Weense Stadtbahn. De bijwagen werd tussen de beide motorwagens geplaatst, zodat driewagentramstellen konden worden gevormd.
In april 2008 arriveerden de eerste Weense trams in Nieuwegein voor versterking van de dienst op de Sneltram Utrecht. Vanaf december 2009 werden tussen Utrecht en Nieuwegein losse motorwagens ingezet en vanaf april 2010 driewagenstellen.
In 2013 en 2014 werden de 25 trams verkocht aan het trambedrijf van Krakow in Polen. In juli 2014 reden de Weense trams voor het laatst in Utrecht.